# Беллык
Беллык— село в Краснотуранском районе Красноярского края, административный центр Беллыкского сельсовета.

## География
Находится  на западе района на берегу залива Беллык Красноярского водохранилища примерно в  28 километрах по прямой на север-северо-запад от районного центра села Краснотуранск.

## Климат
Климат резко - континентальный с холодной зимой и жарким летом, суровый, с большими годовыми и суточными амплитудами температуры. Максимальная высота снежного покрова 46 см. Среднемесячная температура января колеблется от -23,5 ºС до -21,0 ºС, июля от +19,8 ºС до +18,8 ºС. Среднегодовая температура составляет -0,6 ºС  ÷  -1,6 ºС. Годовая сумма осадков составляет 389 мм, причем большая ее часть выпадает в теплый период года (82 % от годовой суммы).

## История
Село основано в 1750 году. В советское время работали колхозы имени 12 годовщины Октября и им. Жданова, совхоз Беллыкский. В 1962 году в связи с затоплением зоны Красноярского водохранилища село было перенесено на нынешнее место.

## Население
Постоянное население составляло 1274 человек в 2002 году (93% русские),  1093 в 2010.